# Daniel James
Daniel Owen James (Beverley, 10 november 1997) is een Welsh-Engels voetballer die doorgaans als aanvaller speelt. Hij verruilde Manchester United in augustus 2021 voor Leeds United. James debuteerde in 2018 in het Welsh voetbalelftal.

## Carrière
James speelde acht jaar in de jeugdopleiding van Hull City voor hij die in 2014 verruilde voor die van Swansea City. Hiervoor speelde hij in de jeugd voor de selecties onder 18 tot en met onder 23. Swansea verhuurde hem in juli 2017 vervolgens voor een jaar aan Shrewsbury Town, op dat moment actief in de League One. Alleen toen na een maand duidelijk werd dat hij niet in aanmerking kwam voor speeltijd in het eerste elftal, werd zijn huurcontract met instemming van beide clubs ontbonden. James debuteerde dat seizoen alsnog in het betaald voetbal voor Swansea City zelf. Hij viel op 6 februari 2018 in de 82e minuut in voor Nathan Dyer tijdens een met 8–1 gewonnen wedstrijd in het toernooi om de FA Cup, thuis tegen Notts County. Diezelfde minuut maakte hij zelf het laatste doelpunt. James maakte op 17 augustus 2018 zijn competitiedebuut voor Swansea, uit bij Birmingham City (0–0). Gedurende het seizoen 2018/19 groeide hij uit tot basisspeler. Hoewel hij in januari 2019 op het punt stond om bij Leeds United te tekenen, hield Swansea die overgang vlak voor de transferdeadline tegen.
Manchester United maakte in juni 2019 officieel bekend dat het een akkoord had met Swansea om James over te nemen. Het betaalde een kleine €17.000.000,- voor hem, waarbij Swansea tot circa €3.750.000,- extra in het vooruitzicht kreeg aan eventuele bonussen.
Op 31 augustus 2021 tekende hij een vijfjarig contract bij Leeds United.

## Clubstatistieken
| Seizoen | Club              | Competitie     | Competitie | Competitie | Beker | Beker | Internationaal | Internationaal | Totaal | Totaal |
| Seizoen | Club              | Competitie     | Wed.       | Dlp.       | Wed.  | Dlp.  | Wed.           | Dlp.           | Wed.   | Dlp.   |
| ------- | ----------------- | -------------- | ---------- | ---------- | ----- | ----- | -------------- | -------------- | ------ | ------ |
| 2017/18 | Swansea City      | Premier League | 0          | 0          | 1     | 1     | —              | —              | 1      | 1      |
| 2017/18 | → Shrewsbury Town | League One     | 0          | 0          | 0     | 0     | —              | —              | 0      | 0      |
| 2018/19 | Swansea City      | Championship   | 33         | 4          | 5     | 1     | —              | —              | 38     | 5      |
| 2019/20 | Manchester United | Premier League | 33         | 3          | 7     | 0     | 6              | 1              | 46     | 4      |
| 2020/21 | Manchester United | Premier League | 15         | 3          | 2     | 0     | 9              | 2              | 26     | 5      |
| 2021/22 | Manchester United | Premier League | 2          | 0          | 0     | 0     | —              | —              | 2      | 0      |
| 2021/22 | Leeds United      | Premier League | 32         | 4          | 3     | 0     | —              | —              | 35     | 4      |
| 2022/23 | Leeds United      | Premier League | 4          | 0          | 1     | 0     | —              | —              | 5      | 0      |
| 2022/23 | → Fulham          | Premier League | 20         | 2          | 3     | 1     | —              | —              | 23     | 3      |
| 2023/24 | Leeds United      | Championship   | 43         | 13         | 3     | 0     | —              | —              | 46     | 13     |
| 2024/25 | Leeds United      | Championship   | 36         | 12         | 1     | 0     | —              | —              | 36     | 12     |
| Totaal  | Totaal            | Totaal         | 218        | 41         | 26    | 3     | 15             | 3              | 258    | 47     |

Bijgewerkt t/m 23 april 2025.

## Interlandcarrière
James werd geboren in Engeland, maar heeft een Welshe vader. Hij debuteerde op 20 november 2018 in het Welsh voetbalelftal, tijdens een met 1–0 verloren oefeninterland in en tegen Albanië. Hij maakte op 24 maart 2019 zijn eerste interlandtreffer, het enige doelpunt van de wedstrijd in een kwalificatieduel voor het EK 2020 thuis tegen Slowakije.
1 Meslier ·
2 Bogle ·
3 Firpo ·
4 Ampadu  ·
5 Struijk ·
6 Rodon ·
7 James ·
8 Rothwell ·
9 Bamford ·
10 Piroe ·
11 Aaronson ·
14 Solomon ·
17 Ramazani ·
19 Joseph ·
21 Cairns ·
22 Tanaka ·
23 Guilavogui ·
25 Byram ·
26 Darlow ·
29 Gnonto ·
30 Gelhardt ·
33 Schmidt ·
37 Debayo ·
39 Wöber ·
42 Chambers ·
44 Groejev ·
50 Crew ·
Coach: Farke
1 Hennessey ·
2 Gunter ·
3 Williams ·
4 B. Davies ·
5 Lockyer ·
6 Rodon ·
7 Allen ·
8 Wilson ·
9 T. Roberts ·
10 Ramsey ·
11 Bale  ·
12 Ward ·
13 Moore ·
14 C. Roberts ·
15 Ampadu ·
16 Morrell ·
17 Norrington-Davies · 
18 Williams ·
19 Brooks ·
20 James ·
21 A. Davies ·
22 Mepham · 
23 Levitt · 
24 Cabango · 
25 Colwill · 
26 Smith · 
Coach: Page
1 Hennessey ·
2 Gunter ·
3 N. Williams ·
4 B. Davies ·
5 Mepham ·
6 Rodon ·
7 Allen ·
8 Wilson ·
9 Johnson ·
10 Ramsey ·
11 Bale  ·
12 Ward ·
13 Moore ·
14 Roberts ·
15 Ampadu ·
16 Morrell ·
17 Lockyer ·
18 J. Williams ·
19 Harris ·
20 James ·
21 A. Davies ·
22 Thomas ·
23 Levitt ·
24 Cabango ·
25 Colwill ·
26 Smith ·
Coach: Page